# Rhachisphora styraci
Rhachisphora styraci là một loài côn trùng cánh nửa trong họ Aleyrodidae, phân họ Aleyrodinae.
Rhachisphora styraci được Takahashi miêu tả khoa học đầu tiên năm 1934.